# Børge Lund
Børge Lund, norveški rokometaš, * 13. marec 1979, Bodø.
Leta 2010 je na evropskem rokometnem prvenstvu s norveško reprezentanco osvojil 7. mesto.